# Aparecido José Dias
Dom Aparecido José Dias SVD (Itajobi, 28 de dezembro de 1931 — Boa Vista, 29 de maio de 2004) foi prelado católico brasileiro. Foi o primeiro bispo da Diocese de Registro, em São Paulo, a qual governou de 1974 a 1996, e o segundo da Diocese de Roraima, de 1996 até sua morte.

## Biografia
Dom Aparecido nasceu em Itajobi, São Paulo. Ingressou na Congregação do Verbo Divino no Seminário do Espírito Santo em Santo Amaro, São Paulo.
Em 3 de agosto de 1958, ordenado presbítero e exerceu as atividades de professor no Seminário Menor de Carazinho, Rio Grande do Sul, de vigário em Araraquara, São Paulo, e reitor do Seminário do Espírito Santo, em Santo Amaro, onde foi aluno. Em 13 de dezembro de 1974, quando era pároco do Santuário de Bom Jesus de Iguape, em São Paulo, o papa Paulo VI o elegeu o primeiro bispo da recém-criada Diocese de Registro, a qual fora desmembrada das dioceses de Santos e Itapeva, na província eclesiástica de Sorocaba. Foi ordenado bispo no dia 16 de fevereiro de 1975, na Catedral de São Francisco Xavier, em Registro, por Dom Davi Picão, bispo de Santos, com Dom Rui Serra, bispo de São Carlos, e o confrade Dom Joel Ivo Catapan, SVD, bispo-auxiliar de São Paulo, como co-consagrantes.
Depois de 21 anos à frente da igreja de Registro, no dia 26 de junho de 1996, o papa João Paulo II o nomeou bispo da Diocese de Roraima, a única diocese desse estado, sendo empossado de 16 de setembro seguinte. Nessa qualidade, e como presidente do Conselho Indigenista Missionário da Conferência Nacional dos Bispos do Brasil, Dom Aparecido se notabilizou por defender os interesses dos povos silvícolas. Também fundou a Rádio FM Roraima e movimento Nós existimos.
Em 25 de maio de 2004, terça-feira, Dom Aparecido deu entrada no hospital particular Lotty Íris e se submeteu a uma cirurgia devido a obstruções em seu intestino. A operação foi conduzida pelo médico gastroenterologista Hélder Teixeira Grossi e ocorreu dentro da normalidade. No pós-operatório, no entanto, o bispo teve complicações. Nas primeiras horas do sábado seguinte, Dom Aparecido foi transferido para a unidade de tratamento intensivo dos Hospital Geral de Roraima. Às 19h, ele faleceu vítima de insuficiência renal e parada cardíaca.
O corpo do bispo foi velado na Catedral Cristo Redentor e durante todo o dia centenas de fiéis da Igreja Católica compareceram ao velório. Uma missa de corpo presente foi realizada na parte da tarde no Ginásio do Totozão. O corpo foi transladado na madrugada seguinte para a cidade de Registro sendo o sepultamento na Catedral São Francisco Xavier, na Diocese de Registro.